# Ґас Джі
Константінос Карамітрудіс (грец. Κωνσταντίνος Καραμητρούδης; 12 вересня 1983, Салоніки, Греція), більш відомий як Ґас Джі (англ. Gus G.) — грецький гітарист у стилі геві-метал. Наразі він грає у своєму гурті Firewind. Він також грав у Mystic Prophecy, Nightrage, Arch Enemy, Dream Evil та гурті Оззі Осборна.

## Життєпис

### Раннє життя
Константінос народився 12 вересня 1980 року в Салоніках. Його батько був співаком за сумісництвом, який співав грецьку народну музику в барах і тавернах. Він також був шанувальником рок-музики. З такими гуртами, як Pink Floyd, Santana та Eagles, він познайомився завдяки колекціям альбомів батька. Ґас Джі надихнувся почати грати на гітарі після прослуховування батьківської копії альбому Пітера Фремптона Frampton Comes Alive. Ґас заявив: «Саме Frampton Comes Alive був причиною, чому я взяв у руки гітару та почав грати». Його особливо привабило використання Фремптоном ток-боксу. Ґас заявив: «Мені було років 8 чи 9, і в мого тата вдома була вінілова платівка, і я грав ту пісню «Do You Feel Like We Do», і коли він використовував усі ці ефекти токбокса та змушував гітару говорити... мені чомусь здалося, що це робот говорить... Я був просто вражений цим. Це було одне з тих прозрінь, які ми отримуємо в житті». У віці 10 років Ґас попросив у батька гітару. Батько купив йому класичну гітару, і він почав брати уроки в місцевій музичній школі. Коли у віці 14 років він нарешті отримав свою першу електрогітару, він серйозно почав займатися та брав уроки гри на рок-гітарі у місцевій консерваторії.

### Кар'єра
У віці 18 років він покинув Грецію, щоб вступити до Музичного коледжу Берклі, але залишив його вже через кілька тижнів і почав працювати над тим, щоб зробити собі ім'я на метал-сцені. Під час свого короткого перебування в Берклі Ґас познайомився з Джо Стампом, якого він вважає одним із тих, хто мав великий вплив на його кар'єру. У 1998 році Ґас Джі вирішив записати демо-версію з близькими друзями-музикантами у Сполучених Штатах. Проєкт мав назву Firewind і був використаний як демонстрація гітарних навичок Ґаса в спробі укласти професійний контракт на запис. Демо-версія привернула увагу лейблу Leviathan Records, але діяльність була призупинена, коли Ґаса найняли Nightrage, Dream Evil та Mystic Prophecy. Після виходу дебютних альбомів цих гуртів увага Ґаса знову повернулася до його гурту Firewind. На сьогоднішній день гурт випустив сім студійних альбомів і зазнав багатьох змін у складі. У 2003 році японський журнал BURRN! оголосив Ґаса Джі третім у трійці найкращих гітаристів світу.
У 2009 році Ґас отримав електронного листа з запрошенням від менеджменту Оззі Осборна вивчити кілька пісень і полетіти до Лос-Анджелеса на прослуховування на роль гітариста в гурті Оззі Осборна. Після джем-сейшну з гуртом Ґаса «відразу ж попросили повернутися і виступити з концертом Оззі через пару місяців». Невдовзі після цього було оголошено, що Ґас Джі займе місце соло-гітариста Оззі Осборна. Оззі вирішив розлучитися з давнім гітаристом Закком Вайлдом, оскільки вважав, що його музика починає звучати занадто схоже на гурт Закка Black Label Society. Перший живий виступ Ґаса з Оззі відбувся на BlizzCon 2009.

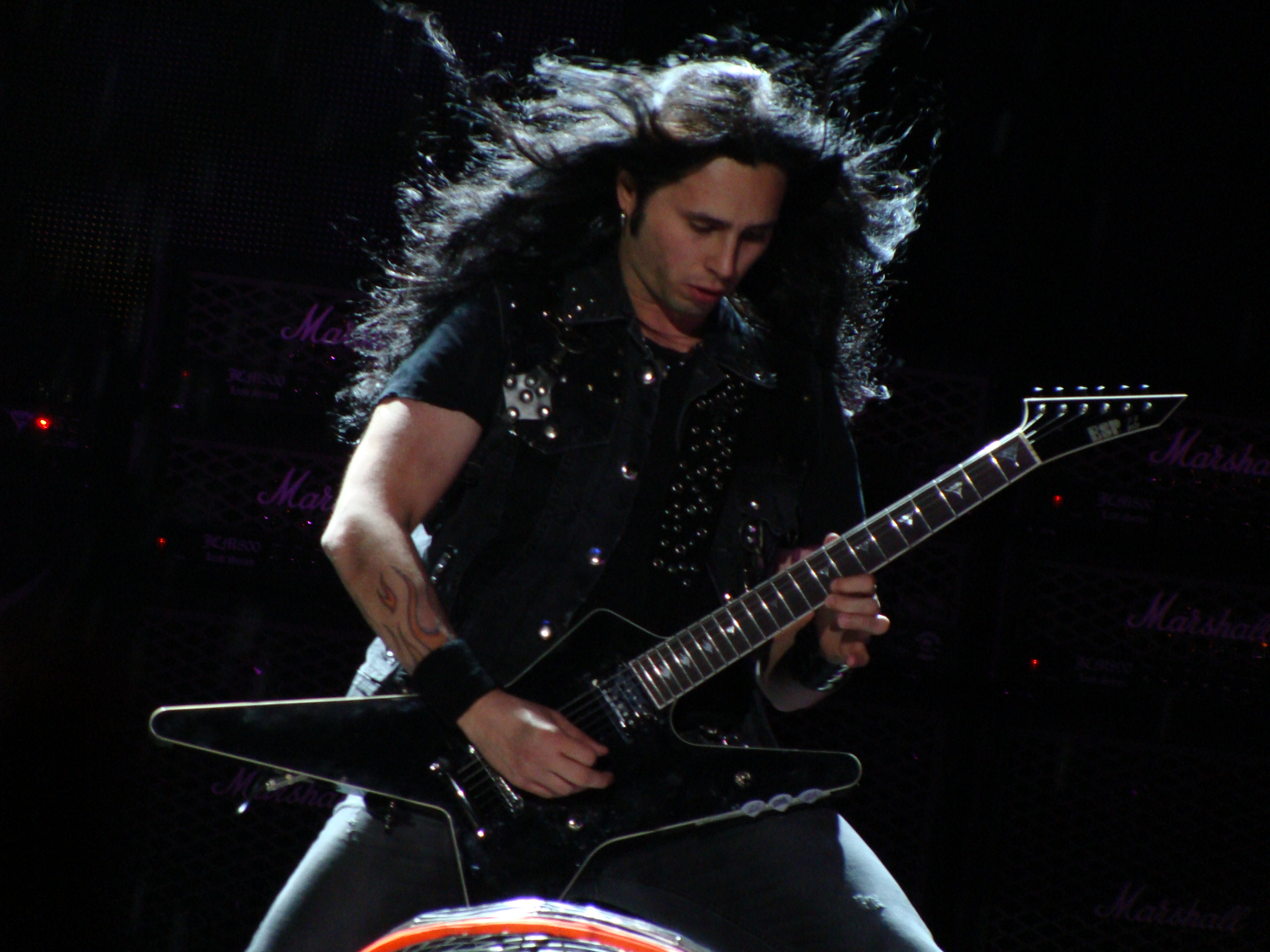
Виступ Ґаса Джі з Оззі Осборном

У 2010 році Ґас Джі з'явився разом із Firewind у третьому випуску коміксів Eternal Descent, що є епічною серією коміксів, у якій представлені персонажі кількох найпопулярніших артистів ESP Guitars.
Влітку 2012 року він гастролював з Оззі Осборном у рамках європейського туру Ozzy & Friends. У складі були спеціальні гості Слеш, Закк Вайлд та Ґізер Батлер. Потім він повернувся до свого гурту Firewind, і вони випустили свій 7-й студійний альбом "Few Against Many". Світове турне, що відбулося після цього, пройшло по всій Європі, Великій Британії, Північній Америці, Азії та Австралії. Посеред туру давній вокаліст Firewind, Аполло Папатанасіо, покинув гурт. Firewind пообіцяв продовжити з вокалістом-замінником. Після закінчення світового туру в грудні 2013 року Firewind вирішили взяти безстрокову перерву, і Ґас Джі розпочав свою сольну кар'єру з випуском свого дебютного альбому "I Am The Fire". Альбом вийшов у березні 2014 року, в ньому взяли участь багато запрошених музикантів, зокрема Джейкоб Бантон, Матс Левен, Джефф Скотт Сото, Майкл Старр з Steel Panther, Алексія Родрігес з Eyes Set To Kill, Devour the Day та багато інших.
У лютому 2015 року Ґас заявив, що написав пісні для сольного альбому, реліз якого заплановано на літо. Він також зазначив, що ще один альбом Firewind не планувався через відсутність відповідного вокаліста. 24 липня його другий сольний альбом Brand New Revolution вийшов у Європі на лейблі Century Media.
22 червня 2016 року Ґас Джі оголосив про партнерство з Jackson Guitars. В результаті вийшли дві нові фірмові моделі, які були представлені на виставці NAMM Show 2017.
У квітні 2017 року Ґас покинув гурт Оззі Осборна після того, як було оголошено про його прощальний тур та возз'єднання з колишнім гітаристом Закком Вайлдом. Гас є другим за тривалістю гітаристом в кар'єрі Оззі після Зака.
15 вересня 2017 року Ґаса було удостоєно нагороди «Бог рифів» на церемонії вручення нагород German Metal Hammer Awards у Берліні.
20 квітня 2018 року Ґас Джі випустив свій третій сольний альбом "Fearless" на лейблі AFM Records. У форматі пауер-тріо альбом записав Денніс Ворд на бас-гітарі та співу і Вілл Гант (Evanescence) на барабанах.
У роки пандемії Ґас записав і випустив свій четвертий сольний альбом і перший повністю інструментальний, "Quantum Leap". Читачі журналу Guitar World поставили його на друге місце в списку гітарних альбомів року.
19 лютого 2025 року Ґас вперше виступив з класичним оркестром у концертному залі Megaron Athens. Разом з оркестром друзів музики Camerata вони повністю виконали альбом Sarabande Джона Лорда.

### Впливи
Перший вплив на Ґаса Джі почався з Пітера Фремптона та його роботи «Frampton Comes Alive». Коли Ґаса Джі запитали про Улі Джона Рота, він відповів: «Він хлопець, від якого я взяв назву свого гурту (Firewind). Якщо ви послухаєте Улі Джона Рота, що він робив у 70-х зі Scorpions, і, звичайно, з Electric Sun, ви побачите: «О, тепер я знаю, звідки всі шредери 80-х, такі як Інґві та всі ці хлопці, черпали натхнення. Він для мене оригінал. Він як справжній оригінал, як Блекмор». Він мій наставник, друг і мій гітарний кумир». Гас також називає Ел Ді Меолу, Джо Стампа, Джона Норума, Стіва Вая, Джона Петруччі, Інґві Мальмстіна, Джорджа Лінча, Улі Джона Рота, Міхаеля Шенкера, Пола Ґілберта, Марті Фрідмана, Джимі Гендрікса, Джиммі Пейджа, Ґері Мура, The Beatles, The Doors, Black Sabbath, Metallica, Iron Maiden, Джо Сатріані та багатьох інших як тих, хто вплинув на нього.